# پایگاه هوایی عین الاسد
پایگاه هوایی الاسد (به انگلیسی: Al Asad Airbase) از پایگاه‌های نیروهای مسلح عراق و نیروهای مسلح ایالات متحده آمریکا در استان انبار عراق است. این پایگاه در زمان حکمرانی صدام حسین، «قادسیه» نام داشت و ساخت آن به پایان دههٔ ۱۹۷۰ و اوایل ۱۹۸۰ میلادی بازمی‌گردد. الاسد، یک باند فرود آسفالت به‌طول ۳۹۰۰ متر دارد و از مهم‌ترین پایگاه‌های مورد استفاده ارتش ایالات متحده آمریکا در عراق به‌شمار می‌رود. در بامداد ۱۸ دی ۱۳۹۸، سپاه پاسداران انقلاب اسلامی طی عملیاتی به نام «شهید قاسم سلیمانی» این پایگاه را با موشک هدف قرار داد که تلفاتی نداشت. بعدها، دونالد ترامپ رئیس‌جمهور وقت آمریکا، گفت که جمهوری اسلامی ایران پیش از حمله به آمریکا اطلاع داده بود.

## جغرافیا

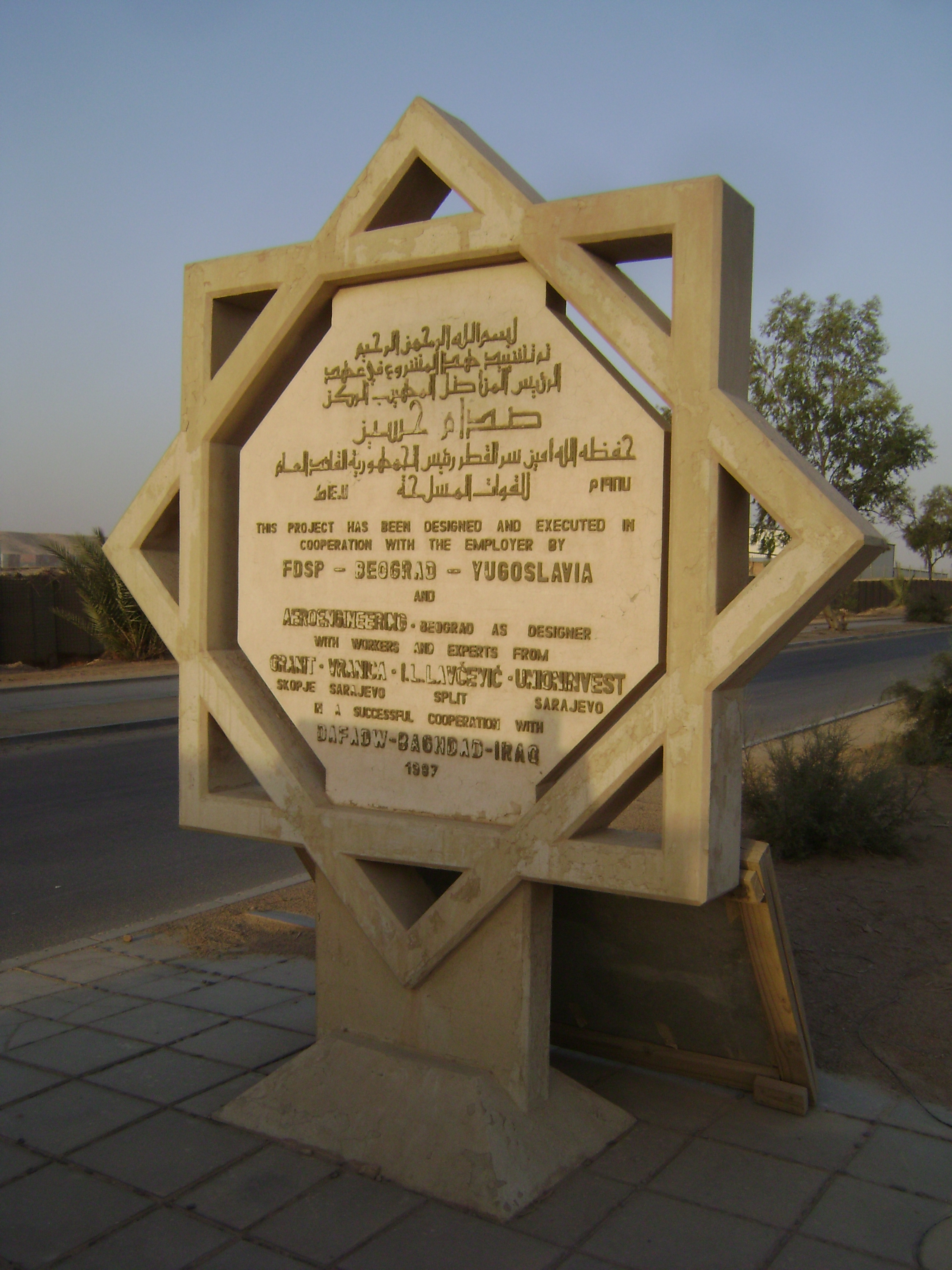
پلاک یادبود اتمام ساخت پایگاه قادسیه در سال ۱۹۸۷

این پایگاه در منطقه هیت واقع در استان عمدتاً اهل سنت الانبار، حدود ۱۰۰ مایل (۱۶۰ کیلومتری) غرب بغداد و ۵ مایل (۸ کیلومتری) غرب روستای خان بغدادی قرار دارد.
پایگاه هوایی توسط Wādī al Asadī (وادی الاسدی) تقسیم می‌شود، یک رود فصلی که مسیر آن از طریق واحه در امتداد حاشیه غربی پایگاه می‌گذرد و سپس به سمت شرق ادامه می‌یابد و در رودخانه فرات در خان البغدادی تخلیه می‌شود. به این واحه به صورت محلی به عنوان «چاه ابراهیم» گفته می‌شود. چشمه «عین السد» در سطوح درونی قرار دارد و به وادی الاسدی می‌ریزد.
از نظر زمین‌شناسی، این پایگاه در بخش الحمید صحرای سوریه واقع شده است که بیشتر از استپ سنگ و ماسه تشکیل شده است.

## استقرار پاتریوت
ایالات متحده آمریکا پس از حمله موشکی ایران به این پایگاه، سامانه پدافندی پاتریوت را در آنجا مستقر کرده‌است.